# Adamou Moussa
Adamou Moussa Issa (Niamey, 1º gennaio 1995) è un calciatore nigerino, attaccante dell'Al-Taqadom e della nazionale nigerina.

## Carriera

### Nazionale
Nel 2016 ha esordito in nazionale.

## Statistiche

### Cronologia presenze e reti in nazionale
| Cronologia completa delle presenze e delle reti in nazionale ― Niger | Cronologia completa delle presenze e delle reti in nazionale ― Niger | Cronologia completa delle presenze e delle reti in nazionale ― Niger | Cronologia completa delle presenze e delle reti in nazionale ― Niger | Cronologia completa delle presenze e delle reti in nazionale ― Niger | Cronologia completa delle presenze e delle reti in nazionale ― Niger | Cronologia completa delle presenze e delle reti in nazionale ― Niger | Cronologia completa delle presenze e delle reti in nazionale ― Niger |
| Data                                                                 | Città                                                                | In casa                                                              | Risultato                                                            | Ospiti                                                               | Competizione                                                         | Reti                                                                 | Note                                                                 |
| -------------------------------------------------------------------- | -------------------------------------------------------------------- | -------------------------------------------------------------------- | -------------------------------------------------------------------- | -------------------------------------------------------------------- | -------------------------------------------------------------------- | -------------------------------------------------------------------- | -------------------------------------------------------------------- |
| 22-1-2016                                                            | Kigali                                                               | Niger                                                                | 2 – 2                                                                | Guinea                                                               | Campionato delle Nazioni Africane 2016 - 1º turno                    | 1                                                                    | 5’                                                                   |
| 26-1-2016                                                            | Kigali                                                               | Niger                                                                | 0 – 5                                                                | Tunisia                                                              | Campionato delle Nazioni Africane 2016 - 1º turno                    | -                                                                    |                                                                      |
| 4-6-2016                                                             | Windhoek                                                             | Namibia                                                              | 1 – 0                                                                | Niger                                                                | Qual. Coppa d'Africa 2017                                            | -                                                                    | 73’                                                                  |
| 13-8-2017                                                            | Niamey                                                               | Niger                                                                | 2 – 1                                                                | Costa d'Avorio                                                       | Qual. Campionato delle Nazioni Africane 2018                         | -                                                                    | 78’                                                                  |
| 17-1-2021                                                            | Douala                                                               | Libia                                                                | 0 – 0                                                                | Niger                                                                | Campionato delle Nazioni Africane 2020 - 1º turno                    | -                                                                    | 81’                                                                  |
| 21-1-2021                                                            | Douala                                                               | Rep. del Congo                                                       | 1 – 1                                                                | Niger                                                                | Campionato delle Nazioni Africane 2020 - 1º turno                    | -                                                                    | 57’                                                                  |
| 25-1-2021                                                            | Yaoundé                                                              | Niger                                                                | 1 – 2                                                                | RD del Congo                                                         | Campionato delle Nazioni Africane 2020 - 1º turno                    | -                                                                    | 45+1’                                                                |
| Totale                                                               |                                                                      | Presenze                                                             | 7                                                                    |                                                                      | Reti                                                                 | 1                                                                    |                                                                      |